# Die Fackel

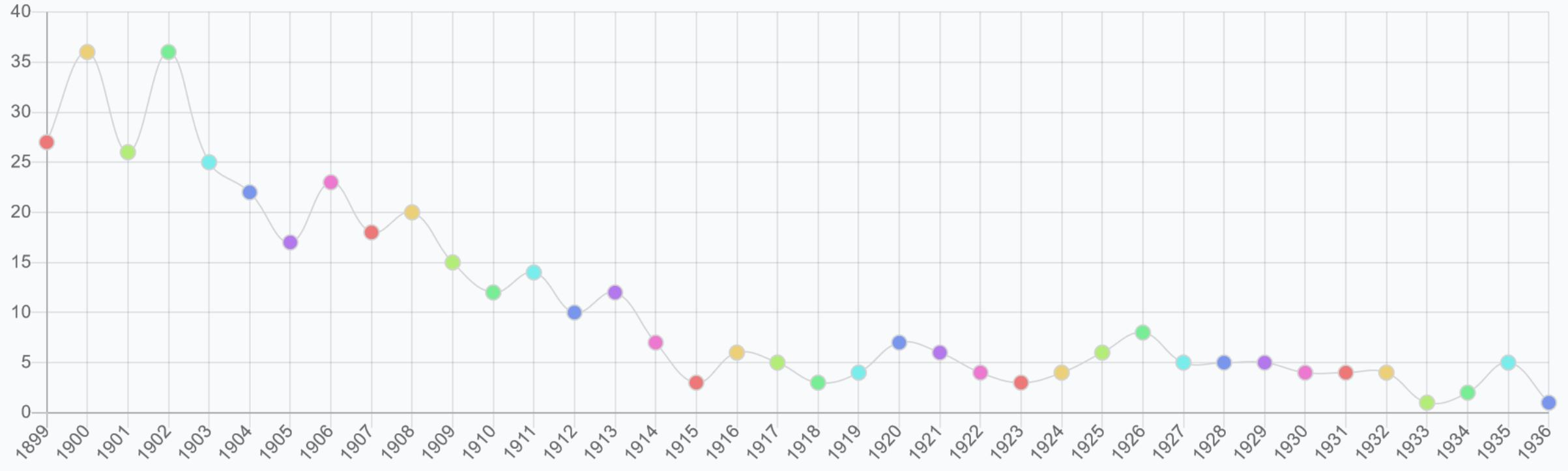
Anzahl der erschienenen Fackel-Hefte pro Jahr. Im Lauf der Jahre nahm der Umfang der Hefte tendenziell zu, Doppel- und Mehrfachnummern wurden die Regel.

Die Fackel war eine von Karl Kraus von 1899 bis 1936 herausgegebene satirische Zeitschrift.
Neben dem Drama Die letzten Tage der Menschheit ist Die Fackel das Hauptwerk von Kraus, der sie zum weit überwiegenden Teil allein geschrieben und verlegt hat.

## Inhalt und Merkmale
In der Vorrede zur Fackel sagt Kraus sich von allen Rücksichten auf parteipolitische oder sonstige Bindungen los. Unter dem Motto „Was wir umbringen“, das er dem reißerischen „Was wir bringen“ der Zeitungen entgegenhielt, sagte er der Welt – vor allem der der Schriftsteller und Journalisten – den Kampf gegen die Phrase an und entwickelte sich zum vermutlich bedeutendsten Vorkämpfer gegen die Verwahrlosung der deutschen Sprache.
Die Fackel kam als Heftchen mit rotem Umschlag heraus, etwa im Format DIN A5:

„Heute gelangt in Wien ein neues, dreimal im Monate erscheinendes Blatt unter dem Titel ‚Die Fackel‘ zum ersten Male zur Ausgabe. Herausgeber des neuen publicistischen Unternehmens, dem man in den Leserkreisen mit besonderem Interesse entgegensieht, ist der Schriftsteller Herr Carl Kraus, dessen sowohl schneidige, als ergötzliche Laune aus vielen satirischen Schriften bekannt ist und in den letzten Jahren immer mehr die Aufmerksamkeit auf sich gelenkt hat. Die ‚Fackel‘ erscheint in zierlicher Ausstattuug im handlichen Format des Kleinoctav; die Nummer ist zum billigen Preise von 10 Kreuzern in jeder Buchhandlung erhältlich.“

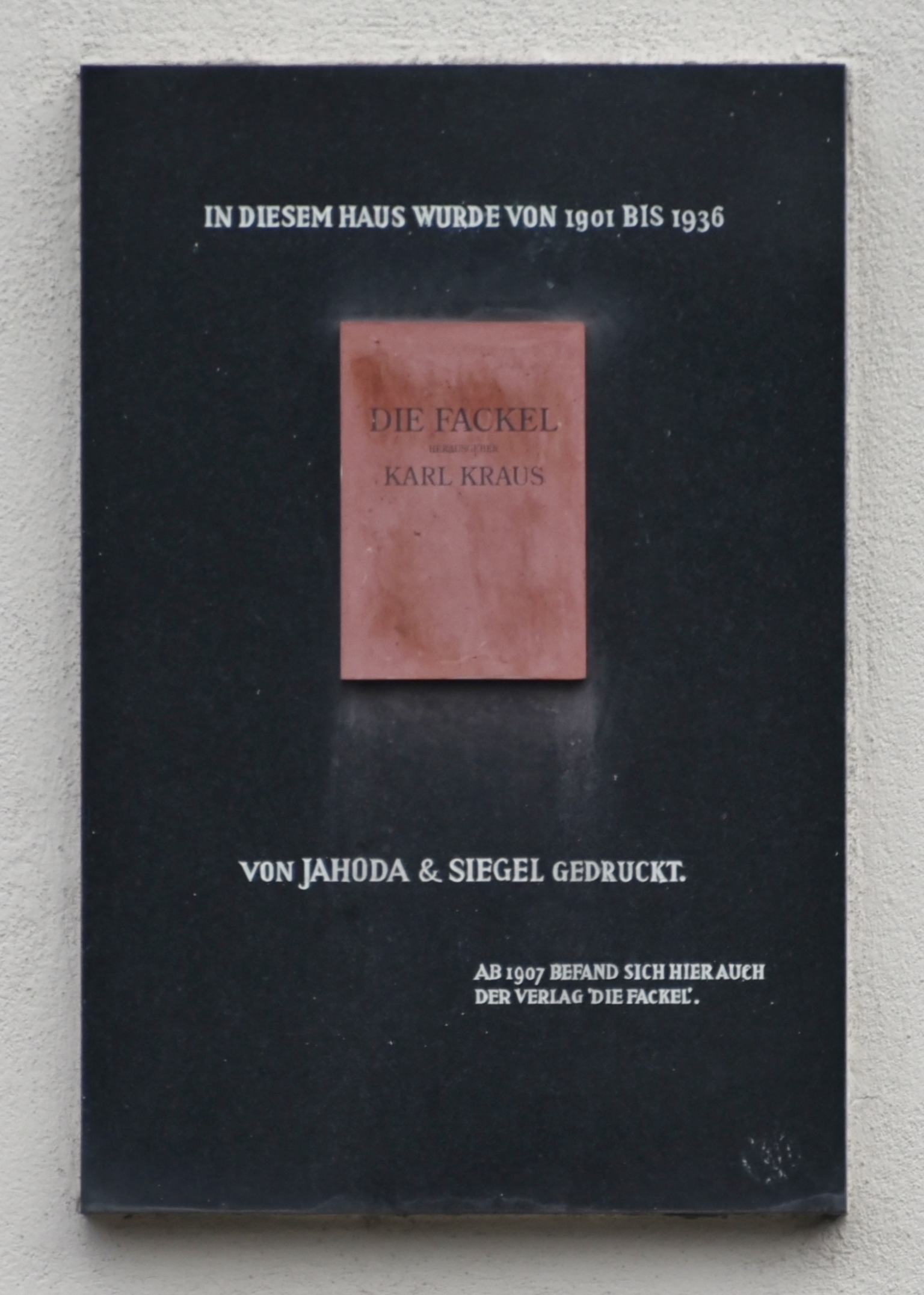
Gedenktafel in Wien-Landstraße

In den ersten Jahren zeigte das Titelblatt die Zeichnung einer Fackel vor der Silhouette Wiens mit dem Symbol des Theaters und der darstellenden Künste – der antiken Theatermasken, die Komödie und Tragödie symbolisieren. Da sein ehemaliger Verleger sich darauf die Rechte gesichert hatte, erschien Die Fackel später mit einem nüchternen Titel, der nur aus Text bestand.
Von Anfang an stammten die Beiträge vorwiegend von Kraus, in den ersten Jahren erschienen aber auch Beiträge anderer Autoren in der Fackel, unter anderem von Peter Altenberg; Houston Stewart Chamberlain, Egon Friedell, Karl Hauer, Else Lasker-Schüler, Detlev von Liliencron, Adolf Loos und Frank Wedekind. Von 1912 an bis kurz vor seinem Tod (die letzte Fackel erschien im Februar 1936) waren (mit seltenen Ausnahmen) alle Originalbeiträge der Fackel von Kraus selbst geschrieben. Umgekehrt ist der überwältigende Anteil seines Werks in der Fackel zu finden; nur wenig hat er außerhalb der Fackel publiziert.
Die gesamte Fackel umfasst über 20.000 Seiten und 922 „Nummern“, wobei Karl Kraus es sich zur Gewohnheit machte, Doppel-, Dreifach- und Vierfachnummern erscheinen zu lassen. Von der ersten Vierfachnummer im Sommer vor dem Ersten Weltkrieg variiert der Umfang bis hin zu den 316 Seiten der Sechzehnfachausgabe Nr. 890 bis 905 mit dem Titel Warum die Fackel nicht erscheint. Die Fackel erschien infolge dieser engen Bindung an den praktisch einzigen Autor unregelmäßig (oder wie Kraus es selbst formulierte: in zwangloser Folge), mit gelegentlichen Unterbrechungen, die sich auf Reisen, Besuche, Sommerfrischen usw. zurückführen lassen.
Elias Canetti, ein eifriger Besucher der Kraus’schen Vorlesungen, bezieht sich in seiner Autobiographie mit dem Titel Die Fackel im Ohr auf die Zeitschrift und ihren Autor.

## Ausgaben
Ab 1901 wurde Die Fackel von der Wiener Druckerei Jahoda & Siegel verlegt.
Kraus druckte besonders wichtige Artikel aus der Fackel nochmals redigiert in Buchform ab. Es gibt zudem einige Sammelwerke, die einzelne Artikel enthalten. Der Kösel-Verlag und der Zweitausendeins-Verlag (hier verkleinert) haben Nachdrucke der kompletten Fackel herausgegeben. Eine vom K. G. Saur Verlag herausgegebene Gesamtausgabe der Fackel auf CD-ROM wurde von dem Wiener Germanisten Andreas Weigel scharf kritisiert. Ab 2016 bot der Hansebooks Verlag ausgewählte Bände lizenzpflichtig als Druckwerk on demand oder als E-Book an.
- Karl Kraus: Die Fackel. 12 Bände. Zweitausendeins, Frankfurt am Main, DNB 550332332 ([1977] ff.).
- Karl Kraus: Die Fackel. Volltextausgabe und komplette Reproduktion der Originalseiten aller 922 Ausgaben (1899–1936). Vorwort von Christian Wagenknecht. 2., überarbeitete Auflage. Zweitausendeins, Frankfurt am Main 2007, ISBN 978-3-86150-695-9 (22.500 S., DVD-ROM).

## Trivia
Zu den begeisterten zeitgenössischen Lesern der Zeitschrift gehörten u. a. Theodor W. Adorno, Walter Benjamin, Franz Kafka, Fritz Lang sowie Gershom Scholem. Ludwig Wittgenstein ließ sich die Zeitschrift extra bis nach Norwegen schicken.